# Boge församling
Boge församling var en församling i Visby stift. Församlingen uppgick 2006 i Othem-Boge församling.
Församlingskyrka var Boge kyrka.

## Administrativ historik
Församlingen har medeltida ursprung.
Församlingen utgjorde på medeltiden ett eget pastorat för att därefter vara annexförsamling i pastoratet Othem och Boge. Församlingen uppgick 2006 i Othem-Boge församling.
Församlingskod var 098003.